# Христу, Константинос
Константинос или Коттас Христу (греч. Κωνσταντίνος Χρήστου, болг. Константин Христов Саровски), известен также как капитан Коттас (1863, село Руля, ныне Коттас, ном Флорина, Западная Македония — 1905, Монастир, ныне Битола) — известный греческий македономах, то есть борец за воссоединение Македонии с Грецией, из славяноязычного меньшинства.

## Биография

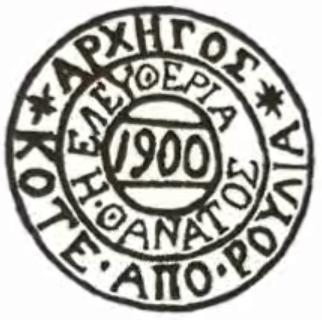
Печать Константина Христу

Коттас родился в селе Руля, ныне Коттас, ном Флорина, Западная Македония в 1863 году. Остался без образования.
Был старостой своего села с 1893 по 1896 годы.
С 1898 года вместе с Павлос Кирус создал маленький клефтский отряд, который за короткий промежуток времени убил 5 местных турко-албанских беев.
С появлением болгарских чет Коттас сотрудничает с болгарами, но в отличие от них не делает различия между сторонниками Константинопольской патриархии и болгарского экзархата, что не входило в планы болгар, которые вначале постарались выпроводить его из региона, а в дальнейшем совершили 2 покушения на его жизнь, первое в июле 1901 года.
Примкнув к отряду Марко Леринского в мае 1900 года, Коттас ушёл от него с 4 бойцами, как только получил приказ убить священника Константинопольской патриархии, после чего он вновь становится независимым. Этим воспользовался архиепископ города Кастория Герман (Каравангелис), который взял на себя содержание отряда Коттаса, в обмен на защиту ряда деревень, жители которых оставались сторонниками патриархата, от болгарских четников.
В декабре 1902 года Коттас поручил своих 2 сыновей Каравангелису, который отправил их Афины, где они в дальнейшем закончили лицей, а затем офицерское училище. Весной 1903 года Цакаларов с четами Кляшева и Поптрайкова попытались взять Рулия с боем, но Коттас отстоял своё село с помощью Кироса.
Во время Илинденского восстания Поптрайков вновь наладил сотрудничество с Коттасом, но когда последний воевал против турок в Агиос Германос он подвергся нападению четников Токарева, после чего Коттас пришёл к соглашению с турками.

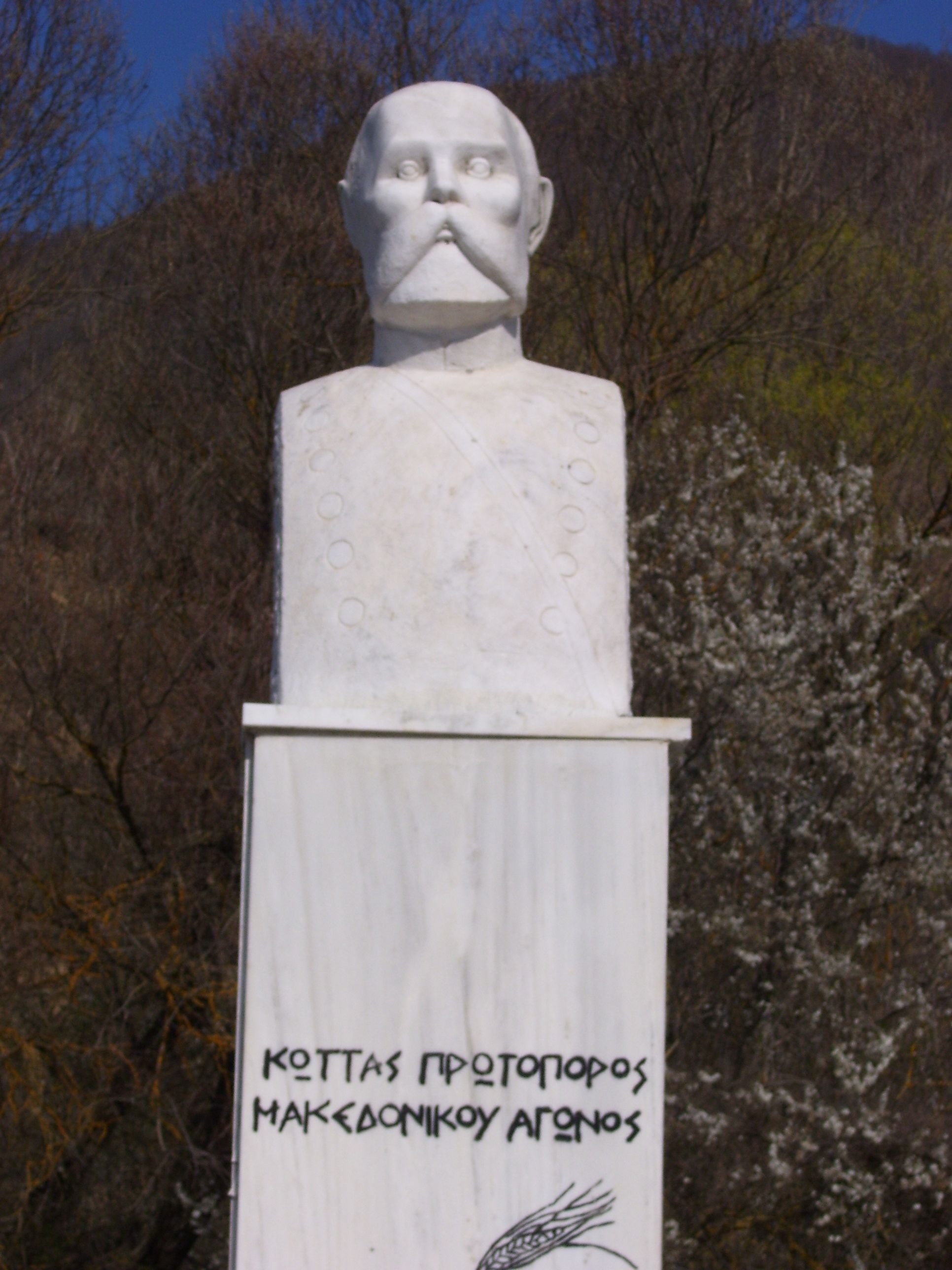
Памятник Коттасу Христу у входа в его родное село. Надпись гласит: «Коттас — начинатель борьбы за Македонию»

В августе восстание пошло на убыль и четы Поптрайкова и Цакаларова попытались перейти в регион контролируемый Коттасом, где в ходе боя в Ватохори Поптрайков был ранен, спрятался но был обнаружен и убит. Коттас послал его голову епископу Каравангелису. В отместку болгарские четники убили брата и зятя Коттаса в селе Брезница у озера Преспа.
Несмотря на регулярное жалованье, Коттас продолжал гайдуцкую традицию поборов с богатых жителей региона.
22 мая 1904 года в селе Буфо, отряд Коттаса захватил вернувшегося из Америки болгарина Петко Янева с семьёй. Янев обратился с жалобой о ограблении к вали Монастира Хильми-паше и в иностранные консульства города. По настоянию британского консула Хилми-паша дал обещание выловить Коттаса и 9 июня 1904 года турецкие войска обложили Руля. Во избежание разрушения села, Коттас сдался без сопротивления, был отвезен в Монастир, осуждён как разбойник и повешен на Конном рынке Монастира через год, в сентябре 1905 года.
Последними словами Коттаса на его родном славянском диалекте южной Преспы были «Живя Грция. Слобода или смрт».
После смерти Коттаса множество волонтёров из свободной Греции пришли принять участие в борьбе за Македонию, в поддержку местного населения.
Один из сыновей Коттаса действовал в Македонии как командир греческого партизанского отряда до 1912 г.

## Память
Родное село Коттаса, Руля, после Балканской войны 1912 года было освобождено греческой армией и в составе почти всей Западной Македонии воссоединилось с Грецией. Его дом стал музеем и при входе в село установлен памятник Коттасу.